# Кубок Шпенглера 2018
Кубок Шпенглера 2018 — 92-й традиционный турнир Кубок Шпенглера. Проходил с 26 по 31 декабря 2018 года в швейцарском Давосе.

## Арена
Матчи проходили на «Вайллант Арена», построенной в 1979 году. Вместимость арены составляет 7080 человек.

## Участники турнира
В 2018 году Кубок Шпенглера проходил в 92-й раз с 26 по 31 декабря. В нём принимали участие: хозяева турнира — швейцарский «Давос», традиционный участник турнира — сборная Канады, чешский клуб — Оцеларжи Тршинец. В соревновании также приняли участие финский КалПа, немецкий «Томас Сабо Айс Тайгерс», и «Металлург Магнитогорск» из КХЛ.
- Нюрнберг Айс Тайгерс
- Сборная Канады
- КалПа
- Оцеларжи Тршинец
- Давос
- Металлург Магнитогорск

## Регламент турнира
Команды делятся на группы Торриани и Каттини, в каждой группе команды играют по круговой системе в один круг. Победители групп напрямую выходят в полуфинал, остальные клубы играют в четвертьфинале за право выйти в полуфинал. В четвертьфинале команда, занявшая второе место в группе Торриани, играет с командой, занявшей третье место в группе Каттини. В другом четвертьфинале команда, занявшая второе место в группе Каттини, играет с командой, занявшей третье место в группе Торриани.
За победу в основное время присуждается 3 очка, за победу в овертайме или серии буллитов дается 2 очка, за поражение в овертайме или серии буллитов — 1 очко, а за поражение в основное время команде ничего не дается.

## Групповой этап
|  | Команды, выходящие в полуфинал     |
|  | Команды, выходящие в четвертьфинал |

### Группа Торриани
| Команда                | И | В | ВО | ВБ | ПО | ПБ | П | ШЗ | ШП | %О   | О |
| ---------------------- | - | - | -- | -- | -- | -- | - | -- | -- | ---- | - |
| КалПа                  | 2 | 1 | 1  | 0  | 0  | 0  | 0 | 4  | 1  | 83,3 | 5 |
| Металлург Магнитогорск | 2 | 0 | 0  | 1  | 1  | 0  | 0 | 2  | 2  | 50,0 | 3 |
| Оцеларжи Тршинец       | 2 | 0 | 0  | 0  | 0  | 1  | 1 | 2  | 5  | 16,7 | 1 |

Примечание.
И — сыгранные матчи, В — выигрыши в основное время, ВО — выигрыши в овертайме, ВБ — выигрыши в серии буллитов, ПБ — поражение в серии буллитов, ПО — поражение в овертайме, П — поражение в основное время, ШЗ — забитые шайбы, ШП — пропущенные шайбы, % очков — Процент набранных очков от всех возможных, О — набранные очки.
| 26 декабря 2018 15:10 | Оцеларжи Тршинец | 1:2 (Б) (0:0, 1:0, 0:1, 0:0) | Металлург Магнитогорск | «Вайллант Арена», Давос Зрителей: 5359 |

| Отчёт                                                          | Отчёт        | Отчёт                                                    | Отчёт           | Отчёт                                                                    |
| -------------------------------------------------------------- | ------------ | -------------------------------------------------------- | --------------- | ------------------------------------------------------------------------ |
|                                                                |              |                                                          |                 |                                                                          |
|                                                                | Шимон Грубец | Вратари                                                  | Артём Загидулин | Судьи: Миша Хебейсен Марк Виганд Линейные судьи: Стани Ньемми Симон Вушт |
|                                                                | Голы:        |                                                          |                 | Судьи: Миша Хебейсен Марк Виганд Линейные судьи: Стани Ньемми Симон Вушт |
| Мартин Адамски (Владимир Рот, Владимир Свачина) (бол.) — 22:58 | 1:0 1:1      | 52:55 Максим Матушкин (Деннис Расмуссен, Ииро Пакаринен) |                 | Судьи: Миша Хебейсен Марк Виганд Линейные судьи: Стани Ньемми Симон Вушт |
|                                                                | Буллиты:     |                                                          |                 | Судьи: Миша Хебейсен Марк Виганд Линейные судьи: Стани Ньемми Симон Вушт |
| Мартин Ружицка Роберт Букарт Иржи Полански                     |              | Роман Любимов Д. Расмуссен Ииро Пакаринен                |                 | Судьи: Миша Хебейсен Марк Виганд Линейные судьи: Стани Ньемми Симон Вушт |
|                                                                |              |                                                          |                 | Судьи: Миша Хебейсен Марк Виганд Линейные судьи: Стани Ньемми Симон Вушт |
| 8 мин                                                          | Штраф        | 4 мин                                                    |                 | Судьи: Миша Хебейсен Марк Виганд Линейные судьи: Стани Ньемми Симон Вушт |
|                                                                |              |                                                          |                 |                                                                          |
|                                                                | 22           | Броски                                                   | 32              |                                                                          |

| 27 декабря 2018 15:10 | КалПа | 3:1 (1:0, 1:1, 1:0) | Оцеларжи Тршинец | «Вайллант Арена», Давос Зрителей: 5141 |

| Отчёт                                                                                 | Отчёт           | Отчёт                      | Отчёт         | Отчёт                                                                           |
| ------------------------------------------------------------------------------------- | --------------- | -------------------------- | ------------- | ------------------------------------------------------------------------------- |
|                                                                                       |                 |                            |               |                                                                                 |
|                                                                                       | Денис Годла     | Вратари                    | Лукаш Данечек | Судьи: Роман Гофман Даньел Штрикер Линейные судьи: Франко Кастелли Стани Ньемми |
|                                                                                       | Голы:           |                            |               | Судьи: Роман Гофман Даньел Штрикер Линейные судьи: Франко Кастелли Стани Ньемми |
| А. Руутуу (Я. Риссанен, А. Тексье) — 12:06 Телсье (Руутуу) — 33:19 Руутуу (2) — 40:32 | 1:0 1:1 2:1 3:1 | 32:26 — М. Гернат (Букарт) |               | Судьи: Роман Гофман Даньел Штрикер Линейные судьи: Франко Кастелли Стани Ньемми |
|                                                                                       |                 |                            |               | Судьи: Роман Гофман Даньел Штрикер Линейные судьи: Франко Кастелли Стани Ньемми |
|                                                                                       |                 |                            |               | Судьи: Роман Гофман Даньел Штрикер Линейные судьи: Франко Кастелли Стани Ньемми |
|                                                                                       |                 |                            |               | Судьи: Роман Гофман Даньел Штрикер Линейные судьи: Франко Кастелли Стани Ньемми |
| 8 мин                                                                                 | Штраф           | 12 мин                     |               | Судьи: Роман Гофман Даньел Штрикер Линейные судьи: Франко Кастелли Стани Ньемми |
|                                                                                       |                 |                            |               |                                                                                 |
|                                                                                       | 24              | Броски                     | 30            |                                                                                 |

| 28 декабря 2018 15:10 | Металлург Магнитогорск | 0:1 (ОТ) (0:0, 0:0, 0:0, 0:1) | КалПа | «Вайллант Арена», Давос Зрителей: 5509 |

| Отчёт | Отчёт           | Отчёт                                          | Отчёт           | Отчёт                                                                     |
| ----- | --------------- | ---------------------------------------------- | --------------- | ------------------------------------------------------------------------- |
|       |                 |                                                |                 |                                                                           |
|       | Артём Загидулин | Вратари                                        | Даниель Манзато | Судьи: Роман Гофман Миша Хебейсен Линейные судьи: Дарио Фукс Стани Ньемми |
|       | Голы:           |                                                |                 | Судьи: Роман Гофман Миша Хебейсен Линейные судьи: Дарио Фукс Стани Ньемми |
|       | 0:1             | 62:47 — Томи Йокинен (Риссанен, Отто Лескинен) |                 | Судьи: Роман Гофман Миша Хебейсен Линейные судьи: Дарио Фукс Стани Ньемми |
|       |                 |                                                |                 | Судьи: Роман Гофман Миша Хебейсен Линейные судьи: Дарио Фукс Стани Ньемми |
|       |                 |                                                |                 | Судьи: Роман Гофман Миша Хебейсен Линейные судьи: Дарио Фукс Стани Ньемми |
|       |                 |                                                |                 | Судьи: Роман Гофман Миша Хебейсен Линейные судьи: Дарио Фукс Стани Ньемми |
| 6 мин | Штраф           | 6 мин                                          |                 | Судьи: Роман Гофман Миша Хебейсен Линейные судьи: Дарио Фукс Стани Ньемми |
|       |                 |                                                |                 |                                                                           |
|       | 18              | Броски                                         | 27              |                                                                           |

### Группа Каттини
| Команда              | И | В | ВО | ВБ | ПО | ПБ | П | ШЗ | ШП | О | %О    |
| -------------------- | - | - | -- | -- | -- | -- | - | -- | -- | - | ----- |
| Сборная Канады       | 2 | 2 | 0  | 0  | 0  | 0  | 0 | 8  | 3  | 6 | 100,0 |
| ХК Давос             | 2 | 1 | 0  | 0  | 0  | 0  | 1 | 4  | 4  | 3 | 50,0  |
| Нюрнберг Айс Тайгерс | 2 | 0 | 0  | 0  | 0  | 0  | 2 | 4  | 9  | 0 | 0,0   |

Примечание.
И — сыгранные матчи, В — выигрыши в основное время, ВО — выигрыши в овертайме, ВБ — выигрыши в серии буллитов, ПБ — поражение в серии буллитов, ПО — поражение в овертайме, П — поражение в основное время, ШЗ — забитые шайбы, ШП — пропущенные шайбы, % очков — Процент набранных очков от всех возможных, О — набранные очки.
| 26 декабря 2017 20:15 | Давос | 1:2 (0:1, 1:1, 0:0) | Сборная Канады | Вайллант Арена, Давос Зрителей: 6300 |

| Отчёт         | Отчёт          | Отчёт                                                            | Отчёт      | Отчёт                                                                              |
| ------------- | -------------- | ---------------------------------------------------------------- | ---------- | ---------------------------------------------------------------------------------- |
|               |                |                                                                  |            |                                                                                    |
|               | Андерс Линдбак | Вратари                                                          | Зак Фукале | Судьи: Даньел Штрикер Брад Уатсон Линейные судьи: Франко Кастелли Марк-Анри Прожен |
|               | Голы:          |                                                                  |            | Судьи: Даньел Штрикер Брад Уатсон Линейные судьи: Франко Кастелли Марк-Анри Прожен |
| Бадер — 38:06 | 0:1 0:2 1:2    | 05:24 — Бойчук (Депре, Далп) 23:43 — Д’Агостини (Эббетт, Уинник) |            | Судьи: Даньел Штрикер Брад Уатсон Линейные судьи: Франко Кастелли Марк-Анри Прожен |
|               |                |                                                                  |            | Судьи: Даньел Штрикер Брад Уатсон Линейные судьи: Франко Кастелли Марк-Анри Прожен |
|               |                |                                                                  |            | Судьи: Даньел Штрикер Брад Уатсон Линейные судьи: Франко Кастелли Марк-Анри Прожен |
|               |                |                                                                  |            | Судьи: Даньел Штрикер Брад Уатсон Линейные судьи: Франко Кастелли Марк-Анри Прожен |
| 22 мин        | Штраф          | 8 мин                                                            |            | Судьи: Даньел Штрикер Брад Уатсон Линейные судьи: Франко Кастелли Марк-Анри Прожен |
|               |                |                                                                  |            |                                                                                    |
|               | 25             | Броски                                                           | 36         |                                                                                    |

| 27 декабря 2018 20:15 | Нюрнберг Айс Тайгерс | 2:3 (0:2, 1:0, 1:1) | Давос | Вайллант Арена, Давос Зрителей: 6300 |

| Отчёт                                                                 | Отчёт                       | Отчёт                                                                                        | Отчёт      | Отчёт                                                                  |
| --------------------------------------------------------------------- | --------------------------- | -------------------------------------------------------------------------------------------- | ---------- | ---------------------------------------------------------------------- |
|                                                                       |                             |                                                                                              |            |                                                                        |
|                                                                       | Никлас Тройтл (00:00-58:36) | Вратари                                                                                      | Жилль Сенн | Судьи: Миша Хебейсен Брад Уатсон Линейные судьи: Дарио Фукс Симон Вушт |
|                                                                       | Голы:                       |                                                                                              |            | Судьи: Миша Хебейсен Брад Уатсон Линейные судьи: Дарио Фукс Симон Вушт |
| Бак (Баст, Аронсон) — 36:57 Пфёрдль ((Гильберт, Дюпуи) (бол.) — 48:37 | 0:1 0:2 1:2 2:2 2:3         | 05:32 — Пестони (Юнг, Хельднер) 06:36 — Симион (Класен, Амбюль 51:43 — Пайр (Класен, Амбюль) |            | Судьи: Миша Хебейсен Брад Уатсон Линейные судьи: Дарио Фукс Симон Вушт |
|                                                                       |                             |                                                                                              |            | Судьи: Миша Хебейсен Брад Уатсон Линейные судьи: Дарио Фукс Симон Вушт |
|                                                                       |                             |                                                                                              |            | Судьи: Миша Хебейсен Брад Уатсон Линейные судьи: Дарио Фукс Симон Вушт |
|                                                                       |                             |                                                                                              |            | Судьи: Миша Хебейсен Брад Уатсон Линейные судьи: Дарио Фукс Симон Вушт |
| 8 мин                                                                 | Штраф                       | 6 мин                                                                                        |            | Судьи: Миша Хебейсен Брад Уатсон Линейные судьи: Дарио Фукс Симон Вушт |
|                                                                       |                             |                                                                                              |            |                                                                        |
|                                                                       | 35                          | Броски                                                                                       | 29         |                                                                        |

| 28 декабря 2018 20:15 | Сборная Канады | 6:2 (1:0, 4:1, 1:2) | Нюрнберг Айс Тайгерс | Вайллант Арена, Давос Зрителей: 6300 |

| Отчёт | Отчёт                           | Отчёт                                                                        | Отчёт         | Отчёт                                                                      |
| --- | ------------------------------- | ---------------------------------------------------------------------------- | ------------- | -------------------------------------------------------------------------- |
| |                                 |                                                                              |               |                                                                            |
| | Зак Фукале                      | Вратари                                                                      | Андреас Енике | Судьи: Брад Уатсон Марк Виганд Линейные судьи: Марк-Анри Прожен Симон Вушт |
| | Голы:                           |                                                                              |               | Судьи: Брад Уатсон Марк Виганд Линейные судьи: Марк-Анри Прожен Симон Вушт |
| Фаббро (Мур, Конрад) — 02:21 Уинник (Уиркош, Нельсен) — 24:52 Эббетт (Д'Агостини, ДиДоменико) — 31:14 Далп (Уинник) — 33:01 Нельсен (Лапьер, Мур) — 37:45 Фаббро (2) (Лапьер, Норо) — 48:37 | 1:0 1:1 2:1 3:1 4:1 5:1 6:1 6:2 | 20:52 — П. Раймер (Пфёдерль, Дюпуи) (бол.) 57:54 — Месковски (Браун, Юрчина) |               | Судьи: Брад Уатсон Марк Виганд Линейные судьи: Марк-Анри Прожен Симон Вушт |
| |                                 |                                                                              |               | Судьи: Брад Уатсон Марк Виганд Линейные судьи: Марк-Анри Прожен Симон Вушт |
| |                                 |                                                                              |               | Судьи: Брад Уатсон Марк Виганд Линейные судьи: Марк-Анри Прожен Симон Вушт |
| |                                 |                                                                              |               | Судьи: Брад Уатсон Марк Виганд Линейные судьи: Марк-Анри Прожен Симон Вушт |
| 10 мин | Штраф                           | 8 мин                                                                        |               | Судьи: Брад Уатсон Марк Виганд Линейные судьи: Марк-Анри Прожен Симон Вушт |
| |                                 |                                                                              |               |                                                                            |
| | 39                              | Броски                                                                       | 21            |                                                                            |

## Плей-офф

### Сетка плей-офф
|  | 1/4 финала | 1/4 финала             | 1/4 финала |  |  | 1/2 финала | 1/2 финала            | 1/2 финала |  |  | Финал | Финал          | Финал |
|  |            |                        |            |  |  |            |                       |            |  |  |       |                |       |
|  |            |                        |            |  |  | A1         | Сборная Канады        | 4          |  |  |       |                |       |
|  |            | Металлург Магнитогорск | 1          |  |  | QF2        | Нюрнберг Айс Тайгеврс | 2          |  |  |       |                |       |
|  |            | Нюрнберг Айс Тайгерс   | 3          |  |  |            |                       |            |  |  |       | Сборная Канады | 1     |
|  |            |                        |            |  |  |            |                       |            |  |  |       | КалПа          | 2     |
|  |            |                        |            |  |  | B1         | КалПа                 | 2          |  |  |       |                |       |
|  |            | Давос                  | 3          |  |  | QF1        | Давос                 | 1          |  |  |       |                |       |
|  |            | Оцеларжи Тршинец       | 1          |  |  |            |                       |            |  |  |       |                |       |

### Четвертьфинал
| 29 декабря 2018 15:10 | Металлург Магнитогорск | 1:3 (0:1, 1:2, 0:0) | Нюрнберг Айс Тайгерс | «Вайллант Арена», Давос Зрителей: 5605 |

| Отчёт                                | Отчёт           | Отчёт                                                                                            | Отчёт          | Отчёт                                                                         |
| ------------------------------------ | --------------- | ------------------------------------------------------------------------------------------------ | -------------- | ----------------------------------------------------------------------------- |
|                                      |                 |                                                                                                  |                |                                                                               |
|                                      | Артём Загифулин | Вратари                                                                                          | Никлас Трейтле | Судьи: Даниель Штрикер Марк Виганд Линейные судьи: Франко Кастелли Дарио Фукс |
|                                      | Голы:           |                                                                                                  |                | Судьи: Даниель Штрикер Марк Виганд Линейные судьи: Франко Кастелли Дарио Фукс |
| Кулёмин (Варфоломеев) (бол.) — 21:04 | 0:1 :1 1:2 1:3  | 04:06 — П. Раймер (Вайсс) 26:29 — Бак (Актон, Лалонд) (бол.) 28:28 — Пфёдерль (П. Реймер, Вайсс) |                | Судьи: Даниель Штрикер Марк Виганд Линейные судьи: Франко Кастелли Дарио Фукс |
|                                      |                 |                                                                                                  |                | Судьи: Даниель Штрикер Марк Виганд Линейные судьи: Франко Кастелли Дарио Фукс |
|                                      |                 |                                                                                                  |                | Судьи: Даниель Штрикер Марк Виганд Линейные судьи: Франко Кастелли Дарио Фукс |
|                                      |                 |                                                                                                  |                | Судьи: Даниель Штрикер Марк Виганд Линейные судьи: Франко Кастелли Дарио Фукс |
| 6 мин                                | Штраф           | 26 мин                                                                                           |                | Судьи: Даниель Штрикер Марк Виганд Линейные судьи: Франко Кастелли Дарио Фукс |
|                                      |                 |                                                                                                  |                |                                                                               |
|                                      | 30              | Броски                                                                                           | 23             |                                                                               |

| 29 декабря 2018 20:15 | Давос | 3:1 (1:0, 0:1 2:0) | Оцеларжи Тршинец | «Вайллант Арена», Давос Зрителей: 6300 |

| Отчёт                                                                                      | Отчёт           | Отчёт                              | Отчёт        | Отчёт                                                                           |
| ------------------------------------------------------------------------------------------ | --------------- | ---------------------------------- | ------------ | ------------------------------------------------------------------------------- |
|                                                                                            |                 |                                    |              |                                                                                 |
|                                                                                            | Андерс Линдбек  | Вратари                            | Шимон Грубец | Судьи: Роман Гофман Миша Хебайсен Линейные судьи: Стани Ньемми Марк-Анри Прожен |
|                                                                                            | Голы:           |                                    |              | Судьи: Роман Гофман Миша Хебайсен Линейные судьи: Стани Ньемми Марк-Анри Прожен |
| Класен (Симион, Хельднер) — 14:18 Класен (2) (Амбюль, Симион) — 47:34 Визер (п.в.) — 59:59 | 1:0 1:1 2:1 3:1 | 36:18 — Ондржей Кожарщик (Крайчек) |              | Судьи: Роман Гофман Миша Хебайсен Линейные судьи: Стани Ньемми Марк-Анри Прожен |
|                                                                                            |                 |                                    |              | Судьи: Роман Гофман Миша Хебайсен Линейные судьи: Стани Ньемми Марк-Анри Прожен |
|                                                                                            |                 |                                    |              | Судьи: Роман Гофман Миша Хебайсен Линейные судьи: Стани Ньемми Марк-Анри Прожен |
|                                                                                            |                 |                                    |              | Судьи: Роман Гофман Миша Хебайсен Линейные судьи: Стани Ньемми Марк-Анри Прожен |
| 8 мин                                                                                      | Штраф           | 14 мин                             |              | Судьи: Роман Гофман Миша Хебайсен Линейные судьи: Стани Ньемми Марк-Анри Прожен |
|                                                                                            |                 |                                    |              |                                                                                 |
|                                                                                            | 27              | Броски                             | 28           |                                                                                 |

### Полуфинал
| 30 декабря 2018 15:10 | Сборная Канады | 4:2 (3:0, 1:1, 0:1) | Нюрнберг Айс Тайгерс | «Вайллант Арена», Давос Зрителей: 6300 |

| Отчёт | Отчёт                   | Отчёт                                                                       | Отчёт          | Отчёт                                                                               |
| --- | ----------------------- | --------------------------------------------------------------------------- | -------------- | ----------------------------------------------------------------------------------- |
| |                         |                                                                             |                |                                                                                     |
| | Закари Фукале           | Вратари                                                                     | Никлас Трейтле | Судьи: Даниель Штрикер Марк Виганд Линейные судьи: Франко Кастелли Марк-Анри Прожен |
| | Голы:                   |                                                                             |                | Судьи: Даниель Штрикер Марк Виганд Линейные судьи: Франко Кастелли Марк-Анри Прожен |
| Эммертон (Бойчук, Фаббро) — 07:06 Бойчук (2) (Эммертон) — 09:39 Бойчук (3) (Норро, Микфликер) — 12:45 ДиДоменико (Эббетт, Норро) (бол.) — 22:30 | 1:0 2:0 3:0 4:0 4:1 4:2 | 31:32 — Вейсс (Пфёдерль, Гилберт) (бол.) 55:07 — Бак (3) (Бендер, Пфёдерль) |                | Судьи: Даниель Штрикер Марк Виганд Линейные судьи: Франко Кастелли Марк-Анри Прожен |
| |                         |                                                                             |                | Судьи: Даниель Штрикер Марк Виганд Линейные судьи: Франко Кастелли Марк-Анри Прожен |
| |                         |                                                                             |                | Судьи: Даниель Штрикер Марк Виганд Линейные судьи: Франко Кастелли Марк-Анри Прожен |
| |                         |                                                                             |                | Судьи: Даниель Штрикер Марк Виганд Линейные судьи: Франко Кастелли Марк-Анри Прожен |
| 8 мин | Штраф                   | 12 мин                                                                      |                | Судьи: Даниель Штрикер Марк Виганд Линейные судьи: Франко Кастелли Марк-Анри Прожен |
| |                         |                                                                             |                |                                                                                     |
| | 33                      | Броски                                                                      | 17             |                                                                                     |

| 30 декабря 2018 20:15 | КалПа | 2:1 (1:0, 0:0, 1:1) | Давос | «Вайллант Арена», Давос Зрителей: 6300 |

| Отчёт                                                                | Отчёт           | Отчёт                           | Отчёт      | Отчёт                                                              |
| -------------------------------------------------------------------- | --------------- | ------------------------------- | ---------- | ------------------------------------------------------------------ |
|                                                                      |                 |                                 |            |                                                                    |
|                                                                      | Даниэль Манцато | Вратари                         | Жилль Зенн | Судьи: Роман Гофман (Москва, Россия) Брэд Уотсон (Реджина, Канада) |
|                                                                      |                 |                                 |            | Судьи: Роман Гофман (Москва, Россия) Брэд Уотсон (Реджина, Канада) |
| Ким Ноусиайнен (02:11, 5х5) - 1:0, Яакко Риссанен (50:37, 5х5) - 2:1 |                 | Янник Френер (45:47, 5х5) - 1:1 |            | Судьи: Роман Гофман (Москва, Россия) Брэд Уотсон (Реджина, Канада) |
|                                                                      |                 |                                 |            | Судьи: Роман Гофман (Москва, Россия) Брэд Уотсон (Реджина, Канада) |
|                                                                      |                 |                                 |            | Судьи: Роман Гофман (Москва, Россия) Брэд Уотсон (Реджина, Канада) |
|                                                                      |                 |                                 |            | Судьи: Роман Гофман (Москва, Россия) Брэд Уотсон (Реджина, Канада) |
| 2 мин                                                                | Штраф           | 2 мин                           |            | Судьи: Роман Гофман (Москва, Россия) Брэд Уотсон (Реджина, Канада) |
|                                                                      |                 |                                 |            |                                                                    |
|                                                                      |                 |                                 |            |                                                                    |

### Финал
| 31 декабря 2018 12:10 | Сборная Канады | 1:2 (Б) (0:0, 0:0, 1:1, 0:0, 0:1) | КалПа | Вайллант Арена, Давос Зрителей: 6300 |

| Отчёт                                                                                              | Отчёт           | Отчёт | Отчёт        | Отчёт |
| -------------------------------------------------------------------------------------------------- | --------------- | --- | ------------ | --- |
| |                 | |              | |
| | Зак Фукале      | Вратари | Денис Годла  | Судьи: Брэд Уотсон (Реджина, Канада) Марк Виганд (Швейцария) Линейные судьи: Марк-Анри Прожен (Швейцария) Симон Вушт (Швейцария) |
| | Голы:           | |              | Судьи: Брэд Уотсон (Реджина, Канада) Марк Виганд (Швейцария) Линейные судьи: Марк-Анри Прожен (Швейцария) Симон Вушт (Швейцария) |
| Винник (2) (Т. Митчелл, А. Кракнелл) — 45:16                                                       | 1:0 1:1         | 51:24 — Луостаринен (Лаппалайнен, Нуутинен)                                                                       |              | Судьи: Брэд Уотсон (Реджина, Канада) Марк Виганд (Швейцария) Линейные судьи: Марк-Анри Прожен (Швейцария) Симон Вушт (Швейцария) |
| | Буллиты:        | |              | Судьи: Брэд Уотсон (Реджина, Канада) Марк Виганд (Швейцария) Линейные судьи: Марк-Анри Прожен (Швейцария) Симон Вушт (Швейцария) |
| Зак Бойчак Максим Лапьер Кори Эммертон Кристофер Ди Доменико Бойчак Зак Далпе Эммертон Эндрю Эббет |                 | Вилле-Веса Вайниола Александр Тексье Ээту Луостаринен Александр Тексье Веса Вайниола Руутту Тексье Яакко Риссанен |              | Судьи: Брэд Уотсон (Реджина, Канада) Марк Виганд (Швейцария) Линейные судьи: Марк-Анри Прожен (Швейцария) Симон Вушт (Швейцария) |
| |                 | |              | Судьи: Брэд Уотсон (Реджина, Канада) Марк Виганд (Швейцария) Линейные судьи: Марк-Анри Прожен (Швейцария) Симон Вушт (Швейцария) |
| 10 мин                                                                                             | Штраф           | 10 мин |              | Судьи: Брэд Уотсон (Реджина, Канада) Марк Виганд (Швейцария) Линейные судьи: Марк-Анри Прожен (Швейцария) Симон Вушт (Швейцария) |
| |                 | |              | |
| | 40 (13-12-11-4) | Броски | 23 (8-5-8-2) | |

## Символическая сборная Кубка Шпенглера 2018
- Вратарь: Даньэл Монзано (КалПа)
- Защитники : Данте Фаббро (Сборная Канады), Ким Ноусяйнен (КалПа)
- Нападающие : Линус Класен (Давос), Зак Бойчук (Сборная Канады), Леонард Пфёдерль (Нюрнберг Айс Тайгерс)